# Университет Нью-Мексико
Университет Нью-Мексико (англ. University of New Mexico; сокращённо UNM) — американский публичный исследовательский университет, расположенный в городе Альбукерке, штат Нью-Мексико. Флагман из исследовательских институтов в Нью-Мексико, крупнейшее учебное заведение в штате по числу зачисления студентов по всем кампусам в 2012 году и один из крупнейших работодателей.

## История
Университет основан в 1889 году.

## Описание
Университет готовит бакалавров, магистров, докторов, предоставляет степени по разнообразным областям деятельности.
Кампус в Альбукерке имеет площадь 2,4 км² (600 акров).
Имеет филиалы в городах: Галлап, Лос-Аламос, Рио-Ранчо, Таос и Лос-Лунас.
В Нью-Мексико первым зданием в стиле пуэбло был этот университет, чьему выбору архитектурного исполнения последовали практически все последующие университетские заведения.

## Достопримечательности
Галерея Джонсона на территории кампуса Университета Нью-Мексико.